# St. Lawrence (restaurant)
Pour les articles homonymes, voir St. Lawrence.

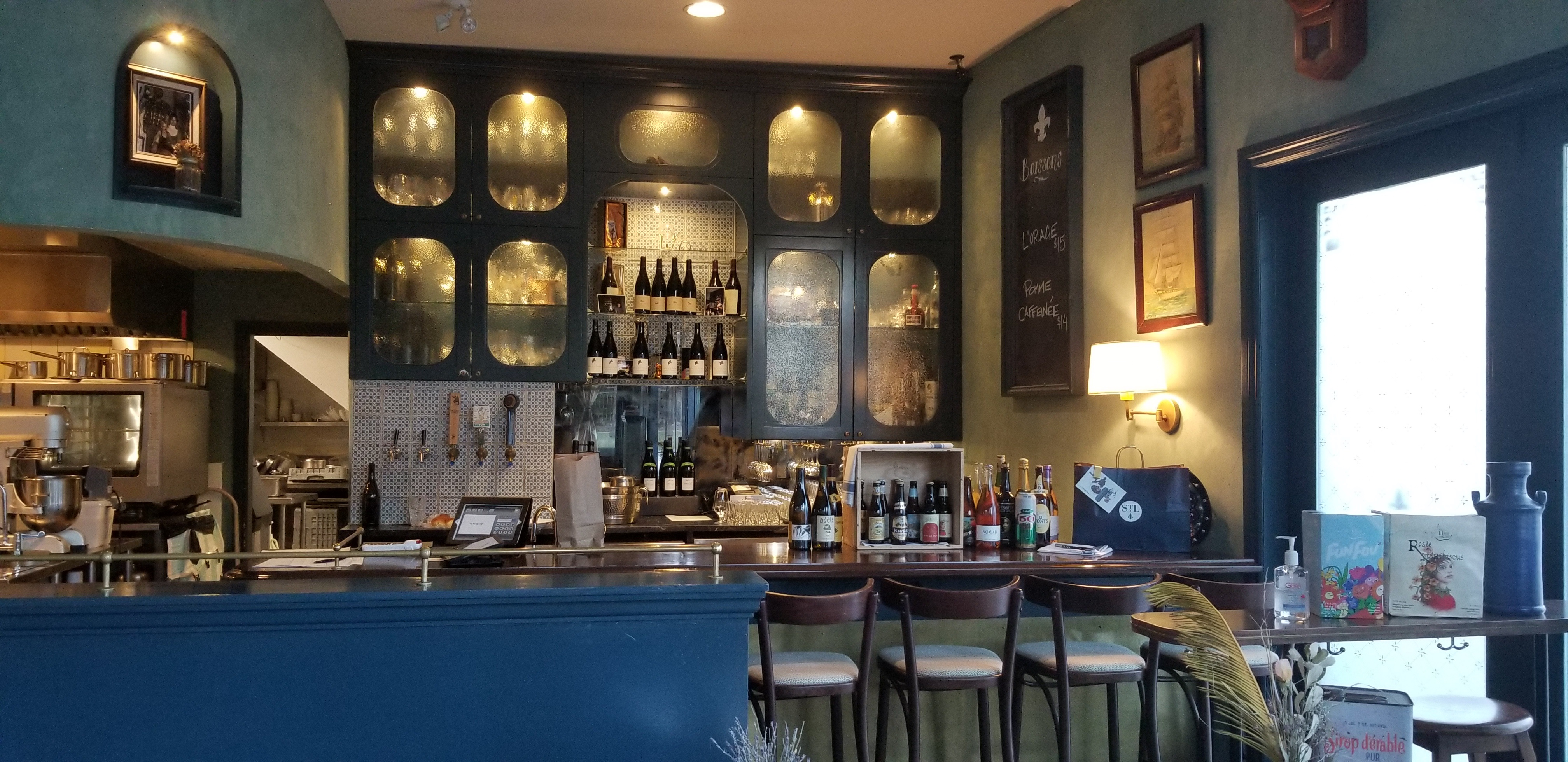
Photo du bar et d'une partie de la cuisine.

Le St. Lawrence est un restaurant franco-canadien situé dans le quartier de Japantown à Vancouver, en Colombie-Britannique. Il a ouvert ses portes en juin 2017. Situé au rez-de-chaussée d'un bâtiment patrimonial au 269 Powell Street, à l'origine un magasin général japonais, St. Lawrence sert un mélange de plats traditionnels québécois et de haute cuisine française. Le chef exécutif et propriétaire J.C. Poirier a commencé à développer le concept du St. Lawrence en 2013, et a cherché avec le menu et le décor à reproduire le sentiment d'être à l'intérieur d'une maison rurale française et de manger un repas de style champêtre. L'intérieur, qui présente une palette de couleurs bleu et vert et de nombreux souvenirs et photographies, a été conçu par le studio Ste. Marie, basé à Vancouver.
Le menu du St. Lawrence se concentre principalement sur des plats copieux servis en grandes portions, ce qui va à l'encontre du stéréotype prédominant de la cuisine de Vancouver, qui est légère et axée sur la santé. Des plats moins connus et des morceaux de viande peu communs, comme le ris de veau, sont mis en vedette afin de présenter la cuisine québécoise au-delà de son plat le plus célèbre, la poutine. Le style de présentation est délibérément basique, et la présentation de nombreux plats comporte des touches ludiques inspirées de la culture québécoise, comme la tourtière, servie avec un drapeau miniature de l'équipe de hockey des Canadiens de Montréal, une icône culturelle québécoise.
Le St. Lawrence a connu un succès critique depuis son ouverture, et a été classé dans plusieurs listes de « meilleurs restaurants » canadiens. Il s'est classé sur la liste des 100 meilleurs restaurants du Canada depuis sa première année d'éligibilité, et en 2020, il a été classé deuxième meilleur restaurant du Canada. Les critiques ont souligné la richesse des plats, dont beaucoup ont noté qu'ils ressemblaient à de la « nourriture réconfortante », ainsi que le design intérieur rustique. Certains critiques ont noté que les prix élevés du menu contrastaient apparemment avec l'esthétique rustique.

## Description et développement
Le St. Lawrence est situé au rez-de-chaussée d'un bâtiment patrimonial au 269 Powell Street, dans le quartier Japantown de Vancouver, en Colombie-Britannique. Le restaurant, qui compte 44 places assises, y compris les six places au bar, sert une cuisine canadienne-française. Il a ouvert en juin 2017. Le personnel est principalement francophone, originaire du Québec ou de France,,.
Le chef exécutif et propriétaire, J.C. Poirier, anciennement du restaurant Lumière de Rob Feenie, a commencé à développer le concept du Saint-Lawrence en 2013,,. À l'époque, il était déjà copropriétaire du restaurant Ask for Luigi, un restaurant italien de Railtown, mais il sentait que « quelque chose manquait »,. Après avoir préparé un dessert français classique rarement vu pour un dîner, appelé œufs à la neige, il s'est senti inspiré pour étudier « les vieux classiques et honorer ces traditions en les ramenant à la vie avec une nouvelle énergie ». Poirier a passé les deux années suivantes à étudier la cuisine française classique afin de développer la base du menu. Le restaurant a initialement été ouvert en partenariat, mais Poirier a ensuite racheté la part des partenaires et est devenu l'unique propriétaire.

## Design

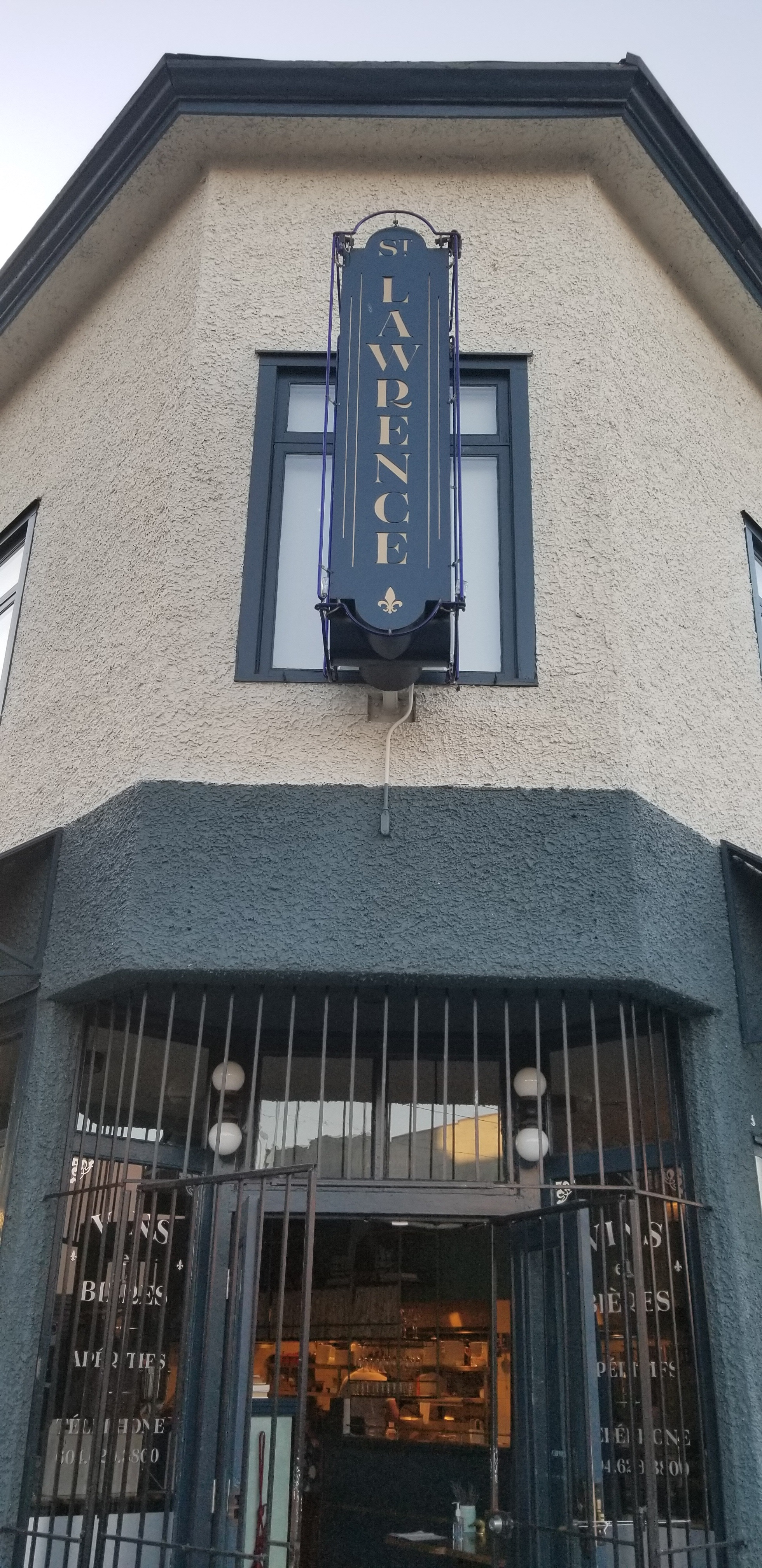
Entrée principale et signalétique.

Le restaurant a été conçu par le studio Ste. Marie de Craig Straghetta, basé à Vancouver, qui a conçu le restaurant précédent de Poirier, Ask For Luigi, ainsi que d'autres restaurants de Vancouver tels que le Kissa Tanto et le Botanist. Poirier ayant demandé un espace qui soit « d'un autre temps », Straghetta a donc travaillé pour évoquer le sentiment d'une maison rurale confortable « transformée en restaurant en milieu urbain ». La palette de couleurs originale du restaurant était composée de crème et de jaune délavé, mais elle a été remplacée par une palette de bleu et de vert après que les concepteurs aient goûté le menu proposé. Le personnel francophone et la musique de fond en français ont pour but de donner aux clients l'impression qu'ils ne sont pas à Vancouver. Les critiques ont décrit l'environnement comme une impression d'être dans des restaurants de Montréal ou de Québec, au Québec,.
Le bâtiment du 269 Powell Street a été construit en 1905 et abritait à l'origine le Komura Bros. General Store, un magasin pilier de la communauté japonaise de Vancouver. En 1942, la famille a été contrainte de quitter le bâtiment lorsque le gouvernement canadien a renvoyé les Canadiens d'origine japonaise dans des camps d'internement à la suite de la déclaration de guerre du Canada au Japon au début de la Seconde Guerre mondiale,. Lawrence conservera le carrelage d'origine à l'extérieur de la porte d'entrée, y compris le mot « Komura ». Les barrières métalliques entourant la porte sont également d'origine. La porte et les murs extérieurs sont peints d'un bleu-vert profond, et une grande enseigne crème et noire portant le nom du restaurant est suspendue au-dessus de la porte au deuxième étage du bâtiment,.
Les murs intérieurs sont en plâtre lavé vert, et le plafond est gris clair,. Les boiseries et les armoires sont peintes en bleu royal brillant, y compris une grande pièce de menuiserie inspirée de meubles anciens, qui est suspendue sur le mur du fond. Les luminaires sont en laiton. Le restaurant est également décoré de symboles de fleurs de lys. L'intérieur du restaurant est rempli de petites antiquités et de bibelots. La plupart d'entre eux proviennent de la collection personnelle de Poirier, mais d'autres ont été trouvés chez des antiquaires locaux. Des photographies de son enfance à Saint-Jérôme, au Québec, et des peintures à l'huile pastorales sont affichées sur les murs,,. Un critique a décrit l'impression générale comme étant celle d'une vieille cuisine de campagne remplie de souvenirs accumulés au fil du temps.

## Cuisine
Le menu du St. Lawrence est axé sur une nourriture copieuse et protéinée, que Poirier appelle de la cuisine de campagne,. Les grandes portions et l'accent mis sur les saveurs riches vont à l'encontre du stéréotype prédominant de la cuisine de Vancouver, qui est légère et axée sur la santé,,. Le menu omet délibérément la poutine afin de mettre en valeur la cuisine québécoise au-delà de son plat le plus célèbre, et propose à la place des pommes duchesse avec du fromage en grains et de la sauce,. Des morceaux de viande moins courants, comme le ris de veau, le foie de veau et de poulet, et des plats à base de langue, apparaissent à la fois sur le menu régulier et comme plats spéciaux,,.
Chaque repas est précédé d'un amuse-bouche composé de cretons (tartinade de porc épicée) servis avec du levain et de la moutarde en grain maison,. Les plats permanents du menu comprennent la tourtière de chevreuil, le vol-au-vent aux champignons et du pâté en croûte. Les plats vedettes sont souvent plus élaborés, par exemple le homard Newberg, les cailles en sarcophage et un filet de morue lingue pour deux. Beaucoup de plats sont des classiques ressuscités que l'on trouve rarement dans les restaurants modernes,.
Le St. Lawrence utilise des sauces allant des sauces à base de crème et de beurre aux sauces plus légères comme le jus,,. Comme la plupart des plats sont accompagnés de leur propre sauce, le restaurant peut avoir jusqu'à dix sauces différentes chaque soir. La côte de porc grillée, par exemple, est assaisonnée de sauce charcutière, et la morue lingue d'une sauce au safran,.
Comme pour les plats principaux, les desserts sont à l'ancienne et servis en grandes portions,. Les desserts phares sont une tarte au sucre classique surmontée d'un treillis et un riz au lait au caramel salé, accompagné de petites pâtisseries appelées pets de sœurs,. Le bar sert exclusivement des vins français, une courte liste de cocktails classiques à base de cognac et diverses bières et cidres, dont la Labatt 50, considérée comme la bière de base de la classe ouvrière au Québec,,. Une petite sélection de whisky japonais est également disponible, un clin d'œil à l'emplacement du restaurant basé dans le quartier historique de Japantown.
Le style de présentation du St-Lawrence est simple et sans prétention. Poirier a déclaré au Vancouver Sun que « la présentation élégante ne compte pas pour moi - la nourriture doit être délicieuse ». La présentation de nombreux plats comporte des touches ludiques inspirées de la culture québécoise. La tourtière est servie avec un drapeau miniature des Canadiens de Montréal, une icône culturelle pour les Québécois, et une bouteille miniature de Ketchup Heinz Tomato sur le côté,. Les oreilles de crisse (couennes de porc frites) sont servies dans une boîte de sirop d'érable, un objet qui a été décrit comme « le Canada en boîte »,,.

### Menus spéciaux
En janvier 2020, le St-Lawrence a organisé une série de dîners « cabane à sucre », dont le menu s'inspire des plats traditionnels servis dans les cabanes à sucre québécoises pendant la saison de la récolte du sirop d'érable. Au cours de ces dîners, le restaurant a été aménagé pour une longue table de style familial et a utilisé des nappes à carreaux pour imiter l'aspect des dîneurs de cabane à sucre.
Pendant la pandémie de Covid-19 de 2020-2021 en Colombie-Britannique, il y a eu plusieurs périodes de restrictions sur les repas à l'intérieur, à partir d'avril 2020. Lawrence a commencé à proposer des dîners à emporter pendant ces fermetures. Le restaurant a rouvert ses portes en mai 2020, mais a continué à proposer des plats à emporter,. Le menu des dîners a été ajusté, passant de la carte (commande individuelle de plats à partir d'un menu avec plusieurs options) à la table d'hôte (options limitées à partir d'un menu préétabli). En février 2021, le St-Lawrence a proposé un menu basé sur la cuisine de Lyon, en France. Ce menu devait être le premier d'une série basée sur les régions de France, qui a été annulée en raison de la réimposition de restrictions sur les repas à l'intérieur.